# Elezioni parlamentari in Turchia del 1927
Le elezioni parlamentari in Turchia del 1927 si tennero il 20 luglio per il rinnovo della Grande Assemblea Nazionale Turca.
Il Partito Popolare Repubblicano (fino al 9 settembre 1923, "Associazione per la Difesa dei Diritti dell'Anatolia e della Rumelia") costituiva il partito unico del Paese; il Partito Repubblicano Progressista, fondato nel 1924, era stato sciolto l'anno successivo.

## Sistema elettorale
Le elezioni si svolsero sulla base della legge elettorale ottomana approvata nel 1908, che prevedeva un processo articolato in due fasi: la prima si svolgeva a suffragio popolare diretto (un elettore per i primi 750 abitanti in una circoscrizione, poi uno ogni 500); nella seconda gli elettori nominavano i membri dell'assemblea.